# الزاوية (أولاد يحيى)
الزاوية هو دُوَّار يقع بجماعة سيدي دحمان، إقليم تارودانت، جهة سوس ماسة في المملكة المغربية. ينتمي الدوّار لمشيخة أولاد يحيى التي تضم 13 دوار. يقدر عدد سكانه بـ 783 نسمة حسب الإحصاء الرسمي للسكان والسكنى لسنة 2004.

## روابط خارجية
- البوابة الوطنية للجماعات الترابية
- المندوبية السامية للتخطيط